# Basilic (plante)
Ocimum basilicum
Pour les articles homonymes, voir Basilic.
Espèce
Le Basilic ou Basilic romain (Ocimum basilicum L.) est une espèce de plantes à fleurs de la famille des Lamiacées (labiacées, labiées). C'est une plante herbacée thérophyte cultivée comme plante aromatique et condimentaire. La plante est parfois appelée Basilic commun, Basilic aux sauces, Herbe royale ou Grand Basilic. Le Basilic commun est largement employé dans la cuisine italienne, d'autres variétés de basilic sont répandues dans certaines cuisines asiatiques : Taïwan, Thaïlande, Viêt Nam, Cambodge et Laos, ou encore le basilic africain, aussi appelé menthe gabonaise, (Amangninrin) en Afrique de l’Ouest, où il est utilisé en cuisine et en tisanes médicinales. Cette plante a eu plusieurs synonymes scientifiques dont Ocimum basilicum var. glabratum Benth, Ocimum basilicum var. majus Benth.
Le mot basilic peut parfois désigner d'autres espèces appartenant au genre Ocimum dont le basilic citron (Ocimum canum L .), le basilic de Ceylan (Ocimum gratissimum) ou encore le basilic sacré (Ocimum sanctum L .)

## Étymologie et autres dénominations
Le terme basilic a pour étymologie le bas latin basilicum (« royal »), formé sur le grec ancien βασιλικόν / basilikón (« plante royale »), lui-même dérivé de βασιλεὐς / basileús (« roi »).
Dans le langage commun, cette espèce a aussi été dénommée basilic officinal, basilic des jardins, herbe royale, ou en Algérie, oranger des savetiers, herbe aux sauces. On l'appelle encore basilico en Italie, albahaca en Espagne (de l'arabe andalousien habaga), habak en arabe, ou reyhan en Turquie (reyhan se dit aussi en arabe pour désigner le basilic).
Par synecdoque généralisante, le basilic est parfois appelé dans le sud de la France « pistou » ou « pesto », noms de la pâte onctueuse à base de basilic broyé et d'huile d'olive ; pistar signifie « pilonner » en niçois.

## Caractéristiques

### Description

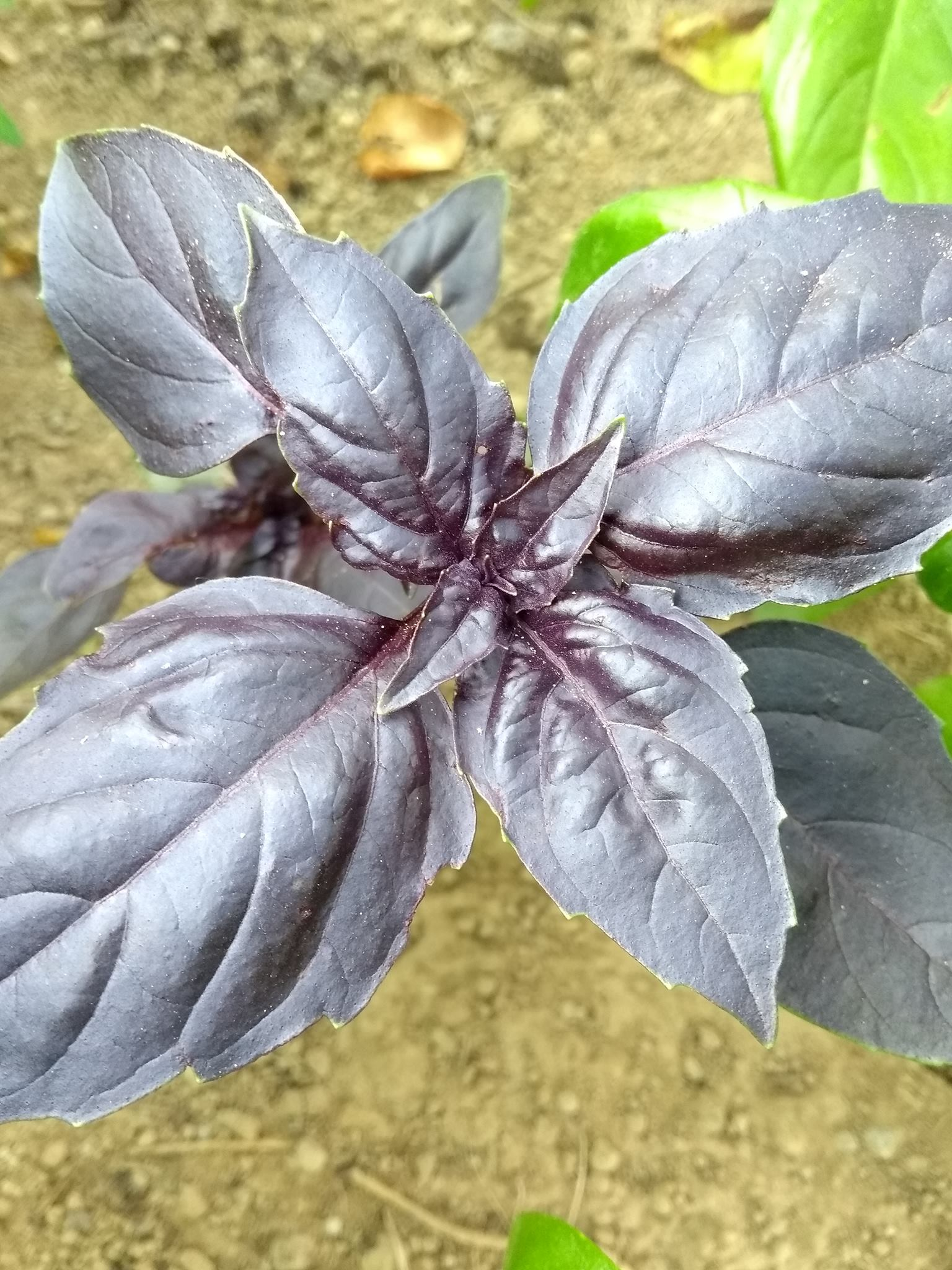
Basilic pourpre.

Un plant mesure de 20 à 60 cm de haut, possède des feuilles ovales-lancéolées, atteignant 2 à 4 cm. Il peut cependant facilement atteindre plus d'un mètre de longueur lorsqu'il est conservé plusieurs années (à l'intérieur, ou lorsque le climat le permet).
Les feuilles sont vert pâle à vert foncé, parfois pourpre violet chez certaines variétés. Les tiges dressées, ramifiées, ont une section carrée comme beaucoup de labiées. Elles ont tendance à devenir ligneuses et touffues. Les fleurs, bilabiées, petites et blanches, ont la lèvre supérieure découpée en quatre lobes. Elles sont de petite taille et groupées en longs épis tubulaires, en forme de grappes allongées. Les graines fines, oblongues, sont noires.

### Variétés

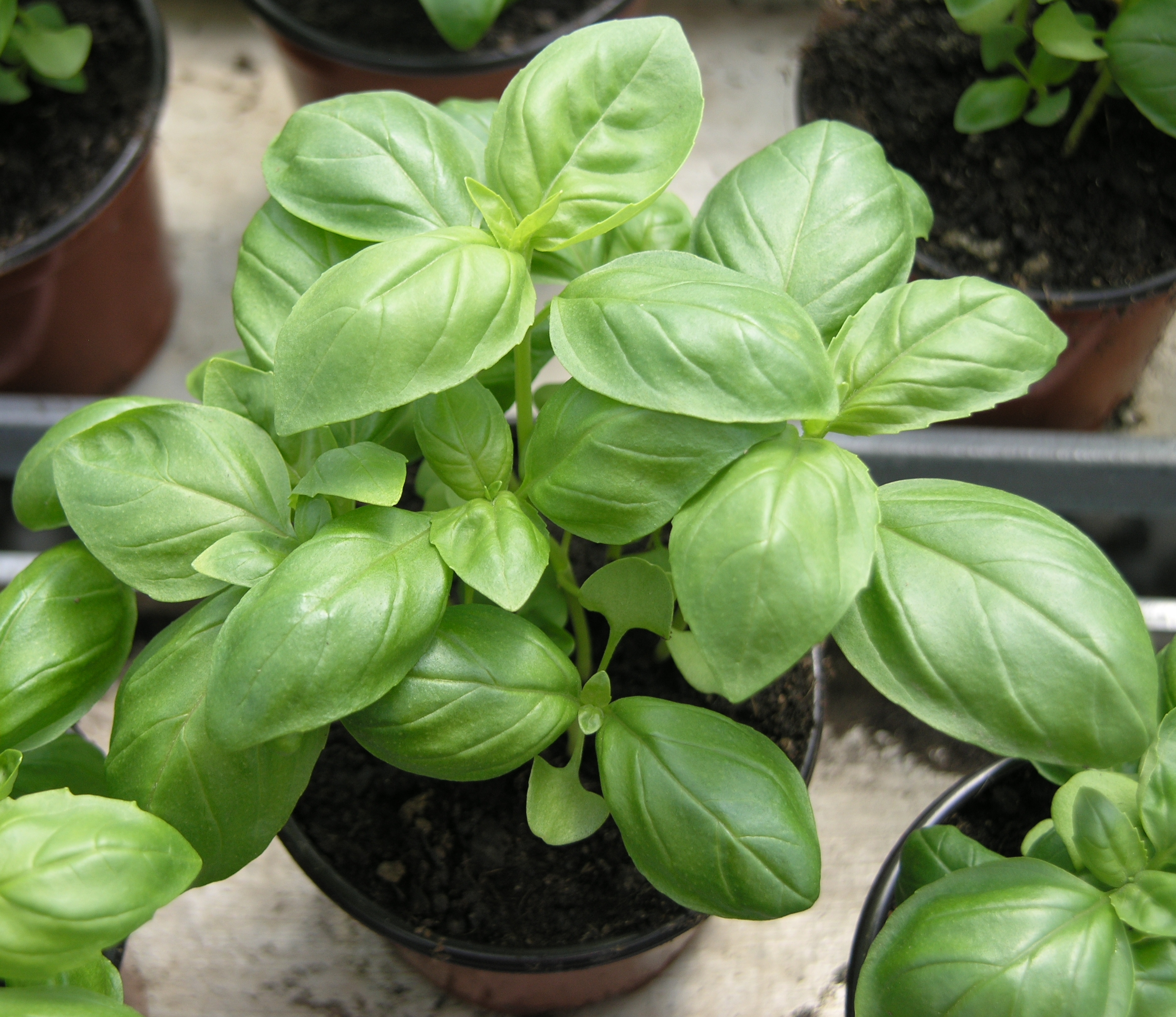
Basilic grand vert Genovese.

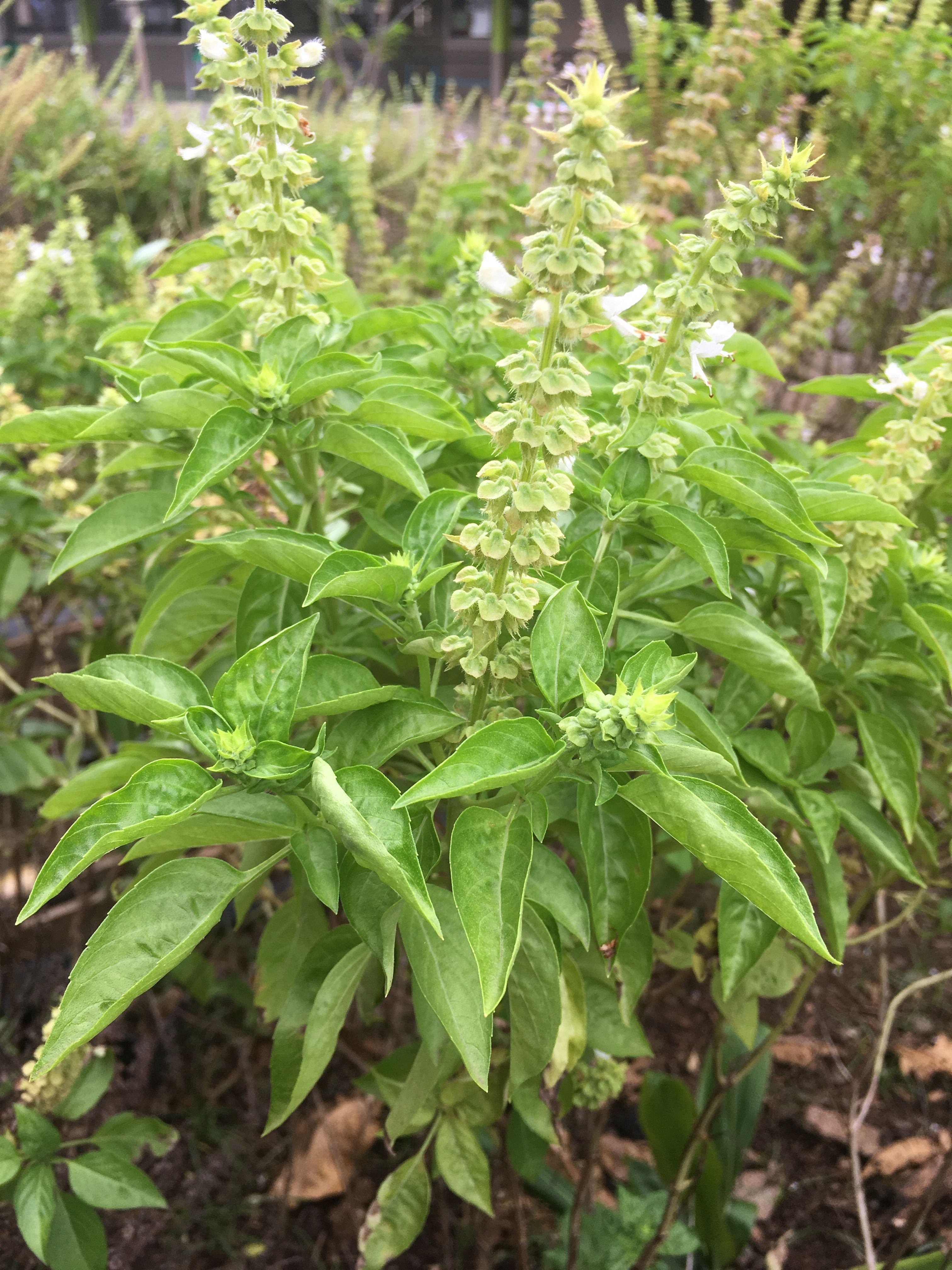
Basilic avec inflorescences.

| Variété                                                         | Nom                       | Caractéristiques |
| --------------------------------------------------------------- | ------------------------- | --- |
| Ocimum basilicum 'Grand Vert' ou Ocimum basilicum var. Genovese | Basilic grand vert        | Atteint une trentaine de centimètres de hauteur. Feuilles vertes, ovales. Apprécié dans la cuisine méridionale, particulièrement la variété Genovese. |
| Ocimum basilicum 'Fin Vert'                                     | Basilic fin vert          | Petites feuilles minces, lisses, vert vif. Arôme légèrement épicé.                                                                                    |
| Ocimum basilicum var. thyrsiflora                               | Basilic thaï              | Feuilles vertes, tiges et inflorescences pourpres. Saveur très épicée ressemblant à celle de l'estragon ou de l'anis.                                 |
| Ocimum basilicum purpurascens                                   | Basilic pourpre           | Feuilles et tiges violacés. Fleurs rose pâle. Arôme légèrement poivré. De nombreuses autres variétés violacées existent.                              |
| Ocimum basilicum 'feuille de laitue'                            | Basilic feuille de laitue | Très larges feuilles cloquées vert tendre. Arôme légèrement anisé.                                                                                    |
| Ocimum basilicum 'Marseillais'                                  | Basilic marseillais       | Port plus bas, longues feuilles plus fines et vert plus clair que le "grand vert", résistant à la sécheresse.                                         |
| Ocimum basilicum 'Citriodorum'                                  | Basilic citron            | Feuilles vert clair, presque jaunes. Goût citronné. Fragile, sensible au soleil et au vent.                                                           |

### Répartition géographique
Le basilic est originaire d'Asie du Sud ou d'Afrique centrale. Il fut importé il y a au moins 4 000 ans en Égypte. D'Égypte, il fut importé à Rome et de là dans tout le sud de l'Europe au IIe siècle. Il n'aurait pas atteint l'Angleterre avant le XIVe siècle. Il arriva aux Amériques avec les premiers émigrants.
Actuellement, le basilic est donc très répandu à travers le monde. Il reste toutefois profondément associé à la culture et aux gastronomies asiatique et méditerranéenne.

## Culture
Cette  plante est cultivée pour des usages aromatiques, mais aussi médicinaux. En Asie tropicale, le basilic est considéré comme une plante vivace. Dans les climats plus doux, le basilic commun se comporte en annuelle.
La culture du basilic nécessite un climat chaud et ensoleillé, méditerranéen ou tropical. Il peut aussi se cultiver en pays tempérés, en pots, en jardinières ou en pleine terre, moyennant quelques précautions lorsque la température descend sous 10 °C. Le basilic préfère un sol frais et bien drainé, une exposition abritée et cinq heures d'ensoleillement quotidien.
Il faut l'empêcher de monter en fleurs pour augmenter la production de feuilles, et donc pincer les extrémités des tiges quand les fleurs se forment. Juillet-août est la période propice pour la récolte des feuilles à des fins de congélation. Lorsque l'automne arrive et que la température finit par tuer le basilic, on peut laisser quelques fleurs terminer leur transformation en graines pour les semer l'année suivante.
La multiplication se fait par semis au printemps, vers mars-avril. En climat tempéré, il faut le faire en serre ou dans des pots maintenus à une température de l'ordre de 20 °C. Le repiquage en pleine terre peut se faire lorsque le sol s'est suffisamment réchauffé et que les gelées ne sont plus à craindre, soit vers la fin mai, et lorsque le plant comporte au moins 4 à 6 feuilles pour qu'il soit moins sensible aux limaces.
Tout en gardant à l'esprit que le basilic souffre des coups de chaleur et des rayons du soleil s'il est surexposé car le plant desséchera, on peut le cultiver à côté d'autres plantes qui bénéficieront de sa présence : près des choux, des courges, des haricots, entre les pieds de tomate et les poivrons (les solanacées en général). Dans l'hémisphère Nord, il préférera donc une exposition Nord ou Est qui le mettra à l'abri du puissant soleil estival de la mi-journée tout en profitant des premiers rayons matinaux nécessaires à son développement.

## Emploi du basilic

### Dans la gastronomie

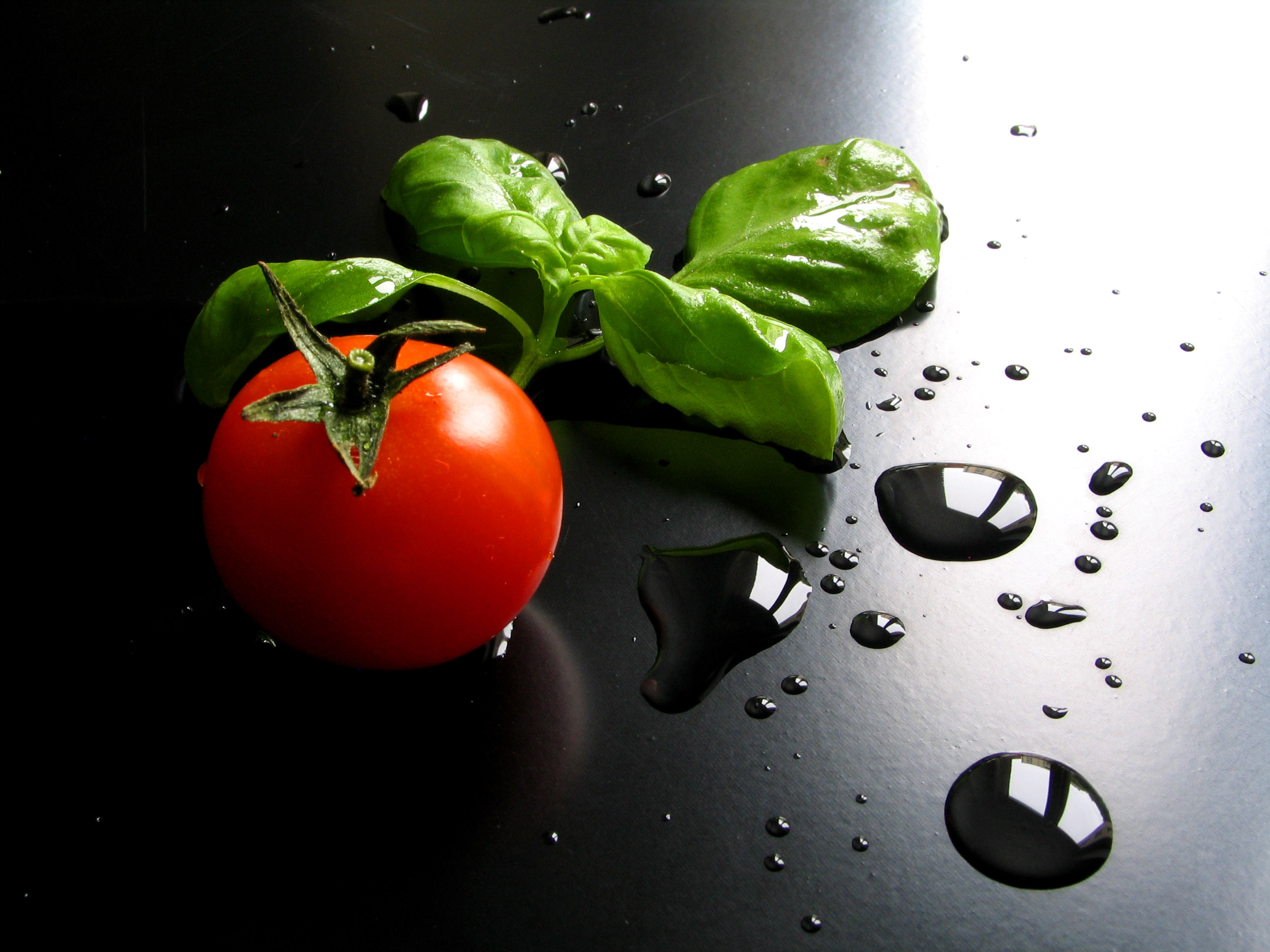
Tomate et feuilles de basilic.

Les feuilles de basilic sont utilisées comme herbe aromatique. Elles s'utilisent de préférence crues car leur arôme s'atténue à la cuisson. Elles accompagnent les crudités (salades, tomates courgettes), les pâtes, les coquillages et les poissons, les œufs brouillés, le poulet, le lapin, le canard, les sauces (vinaigrettes, au citron, à l'huile d'olive) :
- la soupe au pistou est la recette de soupe traditionnelle de la Provence. C'est une soupe que l'on déguste principalement l'été. Pistou provient du latin pistare qui signifie « piler », car il est indispensable d'écraser les feuilles de basilic au mortier pour bien les incorporer à la préparation. Le mot pistou désigne donc la pommade qui accompagne cette soupe et non le plant de basilic ;
- pesto (Ligurie) : recette du nord-ouest de l'Italie. Pilé avec de l'huile d'olive, du pecorino (éventuellement du parmesan), des pignons et de l'ail, il donne une sauce onctueuse pour accompagner les pâtes ;
- pistou (sud de la France) : c'est une recette proche du pesto italien, mais qui se prépare sans les pignons, pour accompagner les soupes d'été de légumes et de haricots blancs, les pâtes, les beignets de courgette ou d'aubergine ;
- spaghetti aux herbes ;
- velouté de basilic au parmesan.

Sous forme d'extraits (huile essentielle en général), il entre dans les préparations d'additifs, parfums et arômes, de produits pharmaceutiques et cosmétiques ou encore de liqueurs ou d'aliments, la plante fraîche distillée donnant une essence parfumée par l'eucalyptol et l'eugénol, qu'elle contient.

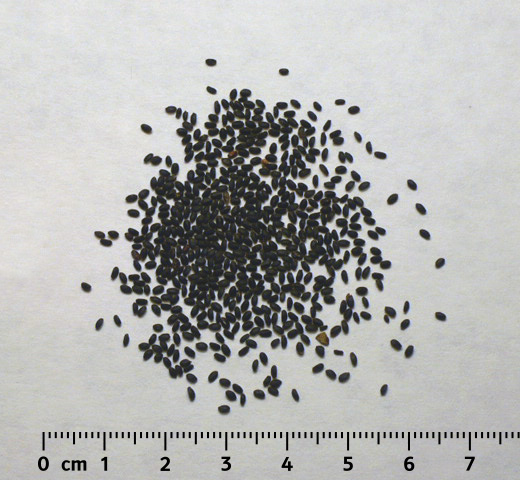
Graines de basilic.

On utilise aussi ses graines que l'on fait tremper dans l'eau pour libérer son enveloppe gélatineuse, texture appréciée dans des desserts comme le falooda, le sharbat-e-rihan, le hột é ou le ais kacang.

### La pharmacopée traditionnelle
- Les feuilles sont utilisées comme tonique, stimulant, carminatif, stomachique, antispasmodique, antiviral et vermifuge, notamment contre les crampes d’estomac, les diarrhées, la constipation, les angines, la toux, le dysfonctionnement rénal, la bronchite, les  affections  pulmonaires, les rhumatismes, l’inflammation, les maux de tête, l’hypertension et comme contraceptif[12]. En tisane, les feuilles étaient recommandées contre les nausées, les flatulences et la dysenterie[12].
- L'huile essentielle de basilic (qui contient notamment, mais avec des proportions variant très fortement selon la saison[13] et selon la souche cultivée (chémotype[14]) et le lieu de culture divers composés phénoliques[15], du limonène[12] et du linalol[12], du copaène[16], du cinnamate de méthyle[17] et le 1,8-cinéole[17], de l'eugénol[10],[11], du méthylchavicol, le 1,8-cinéole, du trans-anéthol[18]) est produite par distillation à la vapeur d'eau des sommités fleuries de la plante. 
Elle est notamment produite en Inde, en Bulgarie, au Pakistan[19], ainsi que dans le Maghreb (Algérie, Maroc, Tunisie) et en Égypte[20]. 
Il faut environ 10 kg de basilic pour en obtenir 10 ml d'huile essentielle. 
C'est une huile essentielle à l'odeur et au goût très fort, qui peut avoir des propriétés antioxydantes[21],[22] et qui est réputée pour ses vertus antispasmodique, anti-infectieuse, calmante et relaxante.

Certains auteurs l'ont recommandé contre la  fatigue mentale, les rhumes, les spasmes, la rhinite, et en tant que traitement de premiers soins pour les piqûres de guêpes et les morsures de serpent,,,,.

### En parapharmacie
Utilisation :
- Partie utilisée : feuilles et sommités fleuries.
- Propriété : stomachique, carminatif, galactagogue, stupéfiant léger.
- Mode d'emploi : infusion, poudre, essence, œnolé, cataplasme, vaporisation.

Sédatif, antispasmodique des voies digestives, diurétique, antibactérien, contre l'indigestion et en tant que vermifuge.
Son huile essentielle a des propriétés insecticides (contre les larves de moustiques) ; il éloignerait les moustiques et serait un remède contre l'hémestéralopie.
Le basilic serait aussi légèrement narcotique.
Il entrait dans le processus de momification utilisé par les Égyptiens, qui lui connaissait ses propriétés de conservateur (antibactérien).

## Tolérance alimentaire
Leur tolérance (et toxicité subaiguë) a été testée sur le rat de laboratoire comme modèle animal au moins pour deux espèces de basilics, Ocimum gratissimum et Ocimum basilicum (très utilisées pour leurs propriétés médicinales, leur goût et parfum).
À des doses de 1 500 mg/kg poids ingérées quotidiennement durant 14 jours, un effet dose-dépendant apparaît pour  Ocimum basilicum (source de dommages sur la paroi stomacale et le foie du rat, comme pour une autre huile testée, celle de Cymbopogon citratus) mais pas pour O. gratissimum.
Le basilic produit, notamment lors des fortes chaleurs (35 °C et plus), de l'estragol et du méthyleugénol, des substances considérées comme génotoxiques et possiblement cancérogènes pour l’humain.

## Symbolique, légendes et folklore
Au Népal et en Inde, le basilic est une plante sacrée déposée en offrande à Krishna, un dieu sauveur du monde. Il est planté autour de temples et glissé entre les mains des défunts, il était censé les protéger dans leur passage vers l'au-delà.
Durant l'Antiquité, il était considéré comme une plante royale.
Dans certaines régions d'Afrique, le basilic est utilisé pour conjurer le mauvais sort.
Dans l'Europe du Moyen Âge, le basilic faisait partie des plantes de la sorcellerie. Prise en tisane, elle aiderait les femmes au long de leur grossesse, puis dans l'accouchement et augmenterait leur lactation.
Dans le Décaméron, Boccace raconte qu'Élisabeth, une de ses héroïnes, enterra la tête de son amant dans un pot de basilic arrosé de ses larmes.
Dans le langage des fleurs de l'Europe du XIXe siècle, il exprime la haine car selon la légende la plante poussait mieux si elle était injuriée en la cultivant. Aussi, l'expression française « semer le basilic » signifie « semer la discorde »,.
Le basilic est l'emblème de la ville de Bétera, où il est désigné sous le nom valencien de alfabegue (espagnol: albahaca). Il est célébré chaque année lors des Fêtes du 15 août, où l'on récompense la personne qui a fait pousser la plante la plus haute, laquelle atteint typiquement entre 2,5 et 4 m de haut.

## Calendrier
Le 14e jour du mois de thermidor du calendrier républicain / révolutionnaire français est dénommé jour du « basilic », généralement chaque 1er août du calendrier grégorien.